# Mokoyjaalle
Mokoyjaalle is een dorp in het district Kurtunwaarey in de gobolka (regio) Neder-Shabelle in Zuid-Somalië.
Mokoyjaalle is een atypisch dorp vanwege compacte bouw, met alle huizen en hutten in een dichte cluster bij elkaar. Het ligt 6,5 km ten zuiden van de Shebelle-rivier in een relatief vruchtbaar landbouwgebied. De afstand naar de kust van de Indische Oceaan bedraagt 13 km. Dorpen in de buurt zijn Idow Guudow, Uro Urow, Garowle en Ababscia. De districtshoofdstad Kurtunwaarey ligt 12 km verder westelijk. Via Buulo Mareer (10,7 km naar het oosten) is Mokoyjaalle verbonden met grotere steden als Marka en Mogadishu.
Klimaat: Mokoyjaalle heeft een tropisch savanneklimaat. De gemiddelde jaartemperatuur is 26,2°C. April is de warmste maand, gemiddeld 27,7°C; augustus is het koelste, gemiddeld 24,8°C. De jaarlijkse regenval bedraagt ca. 400 mm (ter vergelijking: in Nederland ca. 800 mm). Van december t/m maart is er een lang droog seizoen, direct gevolgd door een nat seizoen van april-juni. In de periode juli-november regent het af en toe, maar lijkt geen sprake van een echt regenseizoen. April is de natste maand met ca. 86 mm neerslag. Overigens kan e.e.a. van jaar tot jaar sterk verschillen.